# Ouija
Ouija is een Amerikaanse horrorfilm uit 2014 onder regie van Stiles White. Hij schreef samen met Juliet Snowden ook het scenario.

## Verhaal
Laine Morris en Debbie Galardi zijn al sinds ze kleine meisjes waren hartsvriendinnen. Ervan overtuigd dat het maar een onschuldig spelletje is, rommelden ze als kind ook met een ouijabord. Contact met een geest of iets van die aard, hebben ze nooit gekregen. Eenmaal volwassen zegt Debbie op een avond een afspraak om met Laine naar een feest te gaan af. In plaats daarvan gaat ze in haar eentje thuis opnieuw met een ouijabord in de weer. Deze keer maakt ze wel contact met iets. Diezelfde avond verhangt ze zichzelf.
De familie Galardi gaat een tijdje ergens anders logeren om niet in het huis te zijn waar Debbie is gestorven. Laine zegt toe dat ze voor hen op het huis zal passen. In de kamer van haar overleden vriendin, vindt ze het ouijabord. Laine haalt haar zus Sarah en haar en Debbies gemeenschappelijke vrienden Pete, Trevor en Isabelle over om het samen te gebruiken in het huis van de Galardi's. Ze wil proberen om zo contact met Debbie te krijgen om afscheid te nemen. Dit lijkt te lukken, wanneer iets op hun oproep reageert met het antwoord ' Hi Friend '. Zodra Isabelle sterft door alleen in haar badkamer met haar hoofd op de rand van de wastafel te slaan, is duidelijk dat ze met iemand anders dan Debbie in contact zijn gekomen. Dat dit geen ongeluk was, blijkt ook uit het feit dat iedereen die aanwezig was bij de geestoproep de boodschap 'Hi Friend' ergens terugvindt, op een muur getekend, geschreven in de stoom op een raam en gekrast in een bureaublad.
De groep komt erachter dat ene mevrouw Zander en haar dochtertjes Doris en Paulina ooit het huis van de Galardi's bewoonden. De vrouw is dood en Doris na haar vermissing als kind nooit teruggevonden, maar Paulina is nog in leven. De vrienden bezoeken haar in de psychiatrische inrichting waarin ze al jaren verblijft. Paulina vertelt de groep dat haar moeder een kwaadaardige vrouw was die zich veelvuldig bezighield met het oproepen van geesten. Deze huisde ze in het lichaam van Doris om zo met ze te kunnen communiceren. Toen ze de geesten niet meer stil kreeg, heeft ze Doris' mond dichtgenaaid om ze zo het zwijgen op te leggen. Het dode lichaam van het meisje verstopte ze in een geheime ruimte in de kelder. Paulina vertelt de vrienden dat ze op één manier kunnen ontkomen aan de kwade geest: door het lichaam van Doris te vinden en de hechtingen waarmee haar lippen aan elkaar vastzitten eruit te halen. De geest van Doris moet dan die van hun moeder vernietigen.
De vrienden vinden de geheime ruimte in de kelder van het huis van de Galardi's, met daarin het lichaam van Doris. Ondanks pogingen van de geest van ' Mother ' Zander om het te voorkomen, lukt het Laine de hechtingen in de mond van het dode meisje door te knippen. De geest van Doris ontwaakt en vernietigt die van haar moeder. Hiermee blijkt niets opgelost, want Pete is de volgende die sterft. Laine bezoekt Paulina Zander opnieuw om dit te vertellen. Door diens enthousiaste reactie op het nieuws dat de hechtingen uit Doris' mond zijn, realiseert Laine zich dat Paulina haar voorgelogen heeft; Doris is de ware kwade factor in de familiegeschiedenis, haar moeder probeerde het onheil juist af te wenden. Door de hechtingen in Doris' mond door te knippen, heeft Laine haar bevrijd.
Wanneer Laines oma, Nona, het verhaal hoort over het ouijabord en de problemen waarin haar kleindochter zich hierdoor bevindt, geeft ze advies. Laine moet de verbintenis met de kwade geest verbreken door de connectie zowel vanaf deze kant als vanaf gene zijde te vernietigen. Hiervoor moet ze zowel het ouijabord als het stoffelijke overschot van Doris Zander verbranden. Trevor komt als eerste aan bij het huis van de Galardi's om dit te proberen, maar een valse verschijning van Sarah lokt hem naar het zwembad in de tuin. Hij verdrinkt. De echte Sarah bereikt het lichaam van Doris als eerste. Een demonische manifestatie van het meisje verschijnt. Laine dwingt haar met haar te communiceren door contact te maken door middel van het ouijabord, om haar te beletten Sarah iets aan te doen. Doris dreigt Laine te overmeesteren, tot de geest van Debbie verschijnt en haar vriendin te hulp schiet. Nadat Sarah het stoffelijk overschot van Doris in een kachel gooit, krijgen Laine en Debbie samen het ouijabord los uit de handen van de demonische Doris en gooien ook dit in het vuur. Dit betekent haar einde. Debbies geest verdwijnt. Laine en Sarah ontkomen.

### Epiloog
Nona vertelt Laine dat Doris weliswaar weg is, maar dat wat in haar huisde zeker een nieuwe behuizing vindt. Thuis treft Laine het planchet aan, het enige deel van het ouijabord dat zij niet verbrand heeft.

## Rolverdeling
- Olivia Cooke - Laine Morris
  - Afra Sophia Tully - jonge Laine
- Ana Coto - Sarah Morris
  - Izzie Galanti - jonge Sarah
- Daren Kagasoff - Trevor
- Bianca A. Santos - Isabelle
- Douglas Smith - Pete
- Shelley Hennig - Debbie Galardi
  - Claire Beale - jonge Debbie
- Sierra Heuermann - Doris Zander
  - Sunny May Allison - jonge Doris Zander
- Lin Shaye - Paulina Zander
- Claudia Katz -  'Moeder'
- Vivis Colombetti - Nona
- Robyn Lively - Mrs. Galardi
- Matthew Settle - Mr. Morris